# Fronteira Eritreia–Sudão
A fronteira entre a Eritreia e o Sudão é uma linha de 605 km de extensão, sentido nordeste-sudoeste, que separa o noroeste da Eritreia do trecho norte do leste do Sudão. A fronteira se estende entre a fronteira tripla no sudoeste (Sudão-Eritreia-Etiópia e o litoral do Mar Vermelho.  Separa as regiões administrativas (zobas) eritreias de Gash-Barka, Semien-Keih-Bahri, Debub dos estados (wilyats) sudaneses de Mar Vermelho, Kassala, Gadarife.
Sendo o Sudão um dos primeiros países da África e a ser independente e ter suas fronteiras definidas, o que marca essa fronteira individual é a história da Eritreia: 
A Eritreia foi domínio da Etiópia até 1889, quando foi tomada pela Itália. A Etiópia é também por sua vez tomada pelos italianos em 1935, os quais são expulsos em 1941 pelos britânicos  (Segunda Grande Guerra), que administram ambas as nações juntas até a independência, na qual a ONU considera ambas como domínio único da Etiópia. Há conflitos separatistas até 1974, a guerrilha da Eritreia começa ocupar o país e completando a ocupação em 1993. A Etiópia reconhece a independência Eritreia. Entre 1998 e 2000 ocorre guerra entre os países e o novo traçado da fronteira é definido pela ONU em 2003, sem ser aceito pela Etiópia. 
1. ↑  Almanaque Abril - Mundo - 2006.